# Alphonse Pierre Giraud
Alphonse Pierre Giraud (Parijs, 19 januari 1786 – Amsterdam, 2 juni 1863) was een Frans ornamentenmaker, tekenaar en etser, werkzaam in Nederland.

## Leven en werk
Giraud was een zoon van Pierre Giraud en Marie Elisabeth Chanterot. Hij vestigde zich in 1806 in Amsterdam. In 1829 woonde hij enige tijd aan het Spaarne in Haarlem. Hij trouwde met Julie Angelique Josephine Cornette en hertrouwde als 70-jarige met Maria Petronella Torelli (ca. 1793-1859). 
Giraud was ornamentenmaker, in 1844 prees hij zichzelf aan als Fabrikant in Ornamenten van Steen, Mastiec en Decorateur van Z.M. den Koning der Nederlanden en woont dan aan de Binnenamstel. Later woonde hij aan de Prinsengracht (1846), de Reguliersgracht en bij zijn overlijden aan de Herengracht. Naast ornamenten maakte Giraud ook tekeningen en gravures. Hij nam deel aan de tentoonstellingen van Levende Meesters in Amsterdam in 1832 en 1840.
Giraud overleed op 77-jarige leeftijd.

## Werken
Vroeg werk van Giraud is te vinden in de collectie van het Rijksmuseum Amsterdam; het zijn prenten uit 1808 van een ontwerp van een wapen voor Lodewijk Napoleon als heerser over het Koninkrijk Holland en een ordeketen van de Orde van de Unie. Volgens Christiaan Kramm maakte hij ook een groote teekening tot uitlegging en verfraaijing der stad Utrecht.
Een aantal gravures maakte Giraud in opdracht van vader en zoon Charles & Jean François Sigault, beeldhouwers in Amsterdam: van hun monument voor koning Willem I (1825) in de Sint-Bavokerk in Haarlem, het Guyotmonument (1829) in Groningen en het praalgraf van Jan van Speijk (1831) in de Nieuwe Kerk in Amsterdam. De prent van het Guyotmonument werd voor één gulden verkocht en de opbrengst was bestemd voor het gezin van een steenhouwersknecht die kort voor de onthulling van het monument overleed.
Overzicht (selectie)
- Prent van een ontwerp van een wapen (1808) voor Lodewijk Napoleon als heerser over het Koninkrijk Holland
- Tekening en prent van de ordeketen met het grootkruis van de Orde van de Unie (1808)
- Prent van buste Willem I en gedenkplaat in de Sint Bavokerk in Haarlem (1828)
- Tekening en prent van het Guyotmonument (1829) in Groningen
- Prenten van de Hooglandse Kerk in Leiden (1828) naar tekeningen van David Pièrre Giottino Humbert de Superville
- Prent van de godin Isis (1830), naar een tekening van De Superville
- Prent van het grafmonument van Jan van Speijk (1831) in de Nieuwe Kerk in Amsterdam
- Portret van Jean Richardot en jongen, naar een schilderij van Peter Paul Rubens

## Afbeeldingen

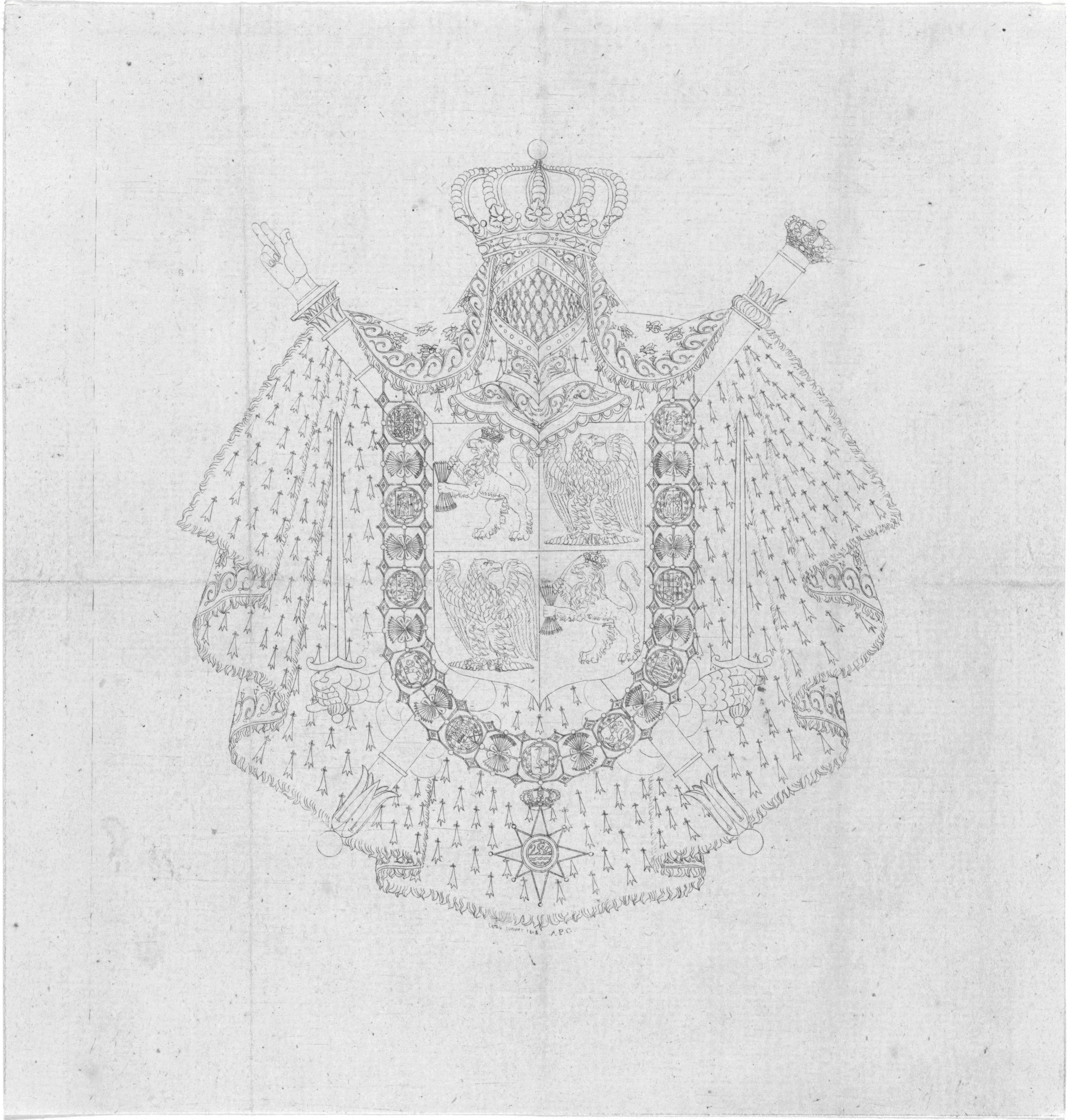
Wapen-ontwerp voor koning Lodewijk Napoleon
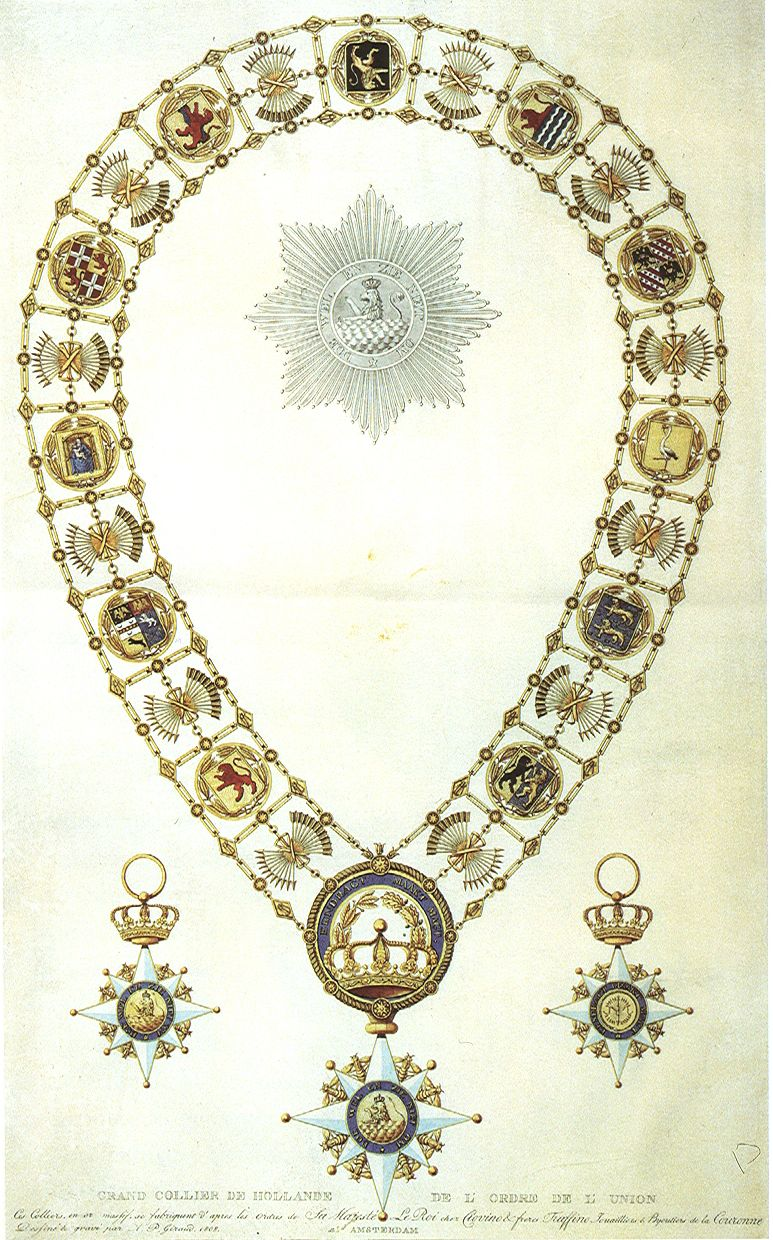
Ordeketen van de Orde van de Unie
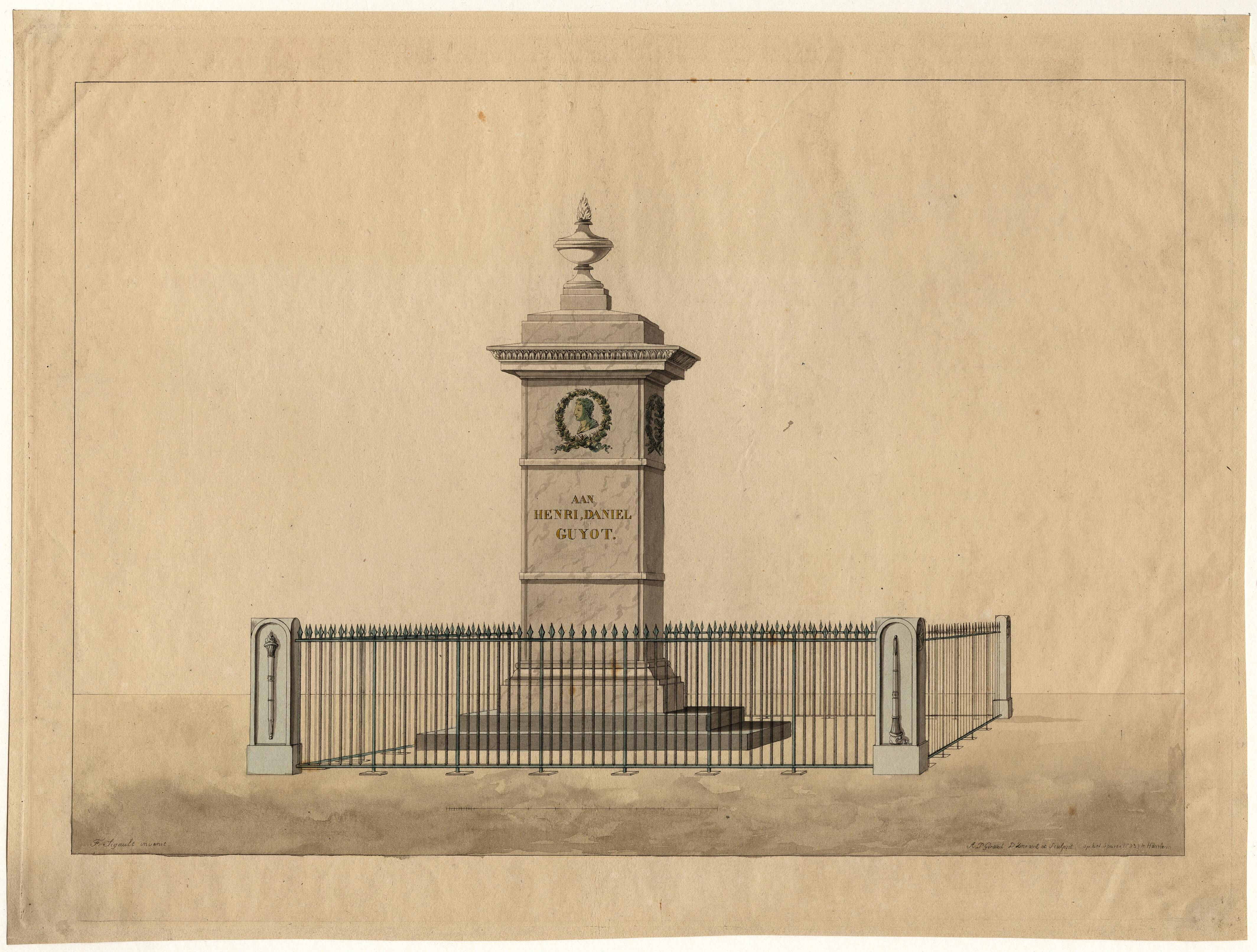
Guyotmonument

- Gemeinsame Normdatei: 1137196629
- International Standard Name Identifier: 0000 0003 8880 8356
- Nederlandse Thesaurus van Auteursnamen: 070051534
- RKD-Nederlands Instituut voor Kunstgeschiedenis: 113469
- Virtual International Authority File: 282044261
- WorldCat: E39PBJymFrQ8wQMPp6JtFcQ6rq